# Aspidophorodon furcatum
Aspidophorodon furcatum (лат.) — вид тлей рода Aspidophorodon из подсемейства Aphidinae. Эндемики Китая (Sichuan и Тибет).

## Описание
Мелкие насекомые, длина около 2 мм. Дорзум головы покрыт овальными и волнистыми скульптурными линиями; срединный лобный бугорок хорошо развит, сильно черепитчатый, с сильным вдавлением посередине, разделяющим его на два цилиндра, поэтому вилковидный; усиковые бугорки каждый с длинным пальцевидным и сильно черепитчатым отростком на внутренней вершине, выше срединного лобного бугорка; 8-й тергит брюшка каудально переходит в треугольный шиповидный отросток, который доходит до конца кауды и покрыт отчётливо неправильными полигональными отметинами, а краевое поле — волнистыми скульптурами. Этот вид питается на нижней стороне листьев Salix. Вид был впервые описан в 2022 году по типовым материалам из Китая и включён в подрод Eoessigia. Голова с тремя отростками на лбу; дорзум тела разнообразно украшен морщинками, неправильной полигональной сетчатостью, овальными или полукруглыми скульптурными линиями, мелкими сосочковидными бугорками; трубочки длинные и ложковидные, широкие в основании, слегка вздутые дистально, без фланца.